# Tanque de revelado
El tanque de revelado es un elemento que sirve para revelar rollos de películas fotográficas.
Consiste en un recipiente, puede ser de acero inoxidable o de plástico, con un eje al centro, en el que se coloca la espiral que lleva la película cargada, y una tapa a rosca con una trampa de luz para facilitar la entrada y salida de líquidos a la vez que evita la entrada de la luz.
- Datos: Q6138710